# Церковь Воскресения Словущего (Будённовск)

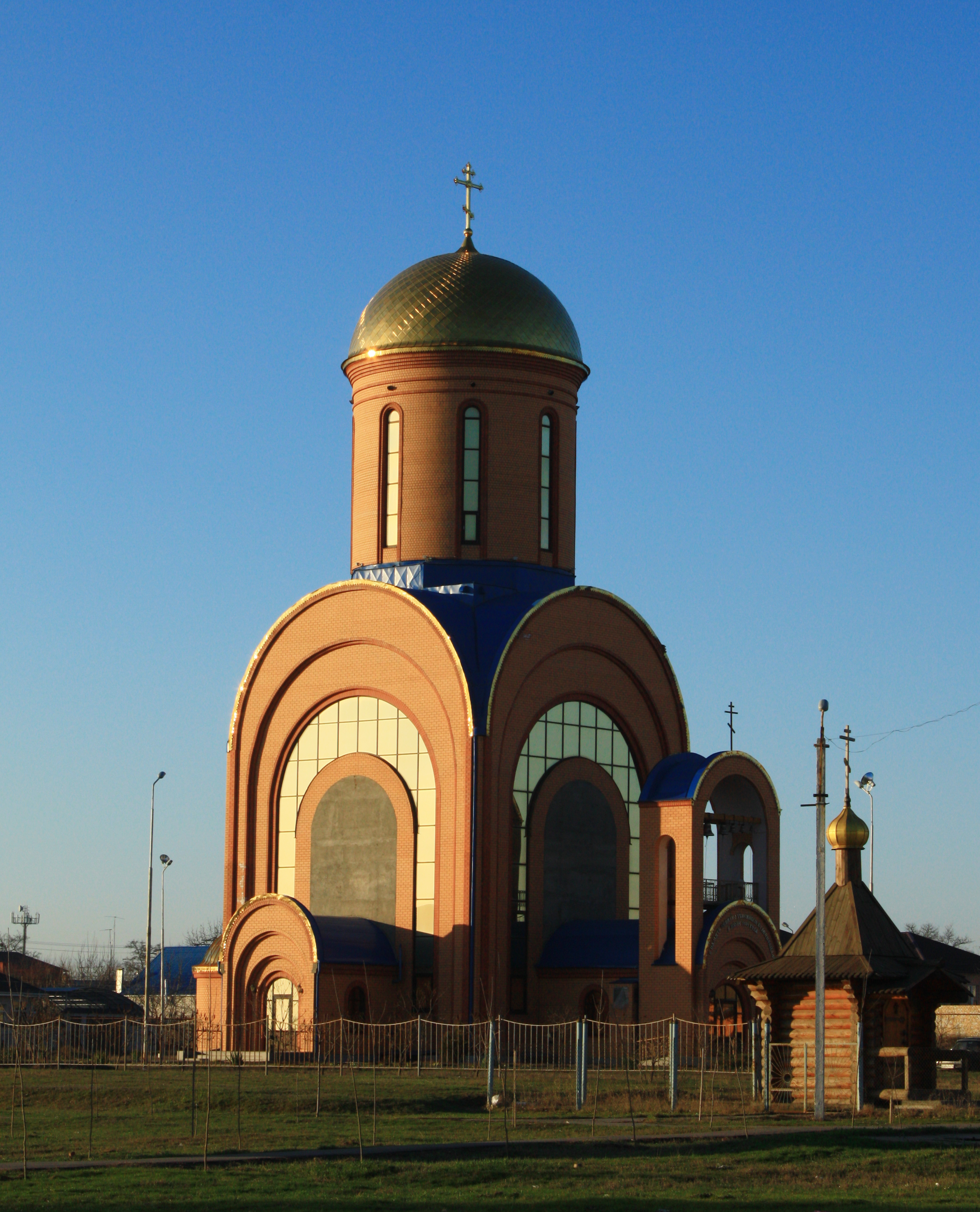
Фото

Церковь Воскресения Словущего — приходской православный храм в городе Будённовске Ставропольского края. Относится к Будённовскому благочинническому округу Георгиевской епархии Русской православной церкви.
Престольный праздник: 26 сентября.

## Историческая справка
Церковь во имя Воскресения Словущего в городе Будённовск была заложена в 2001 году на месте разрушенного в 1920-е годы Мамай-Маджарского Воскресенского монастыря. Она была построена в 2005 году. В 2003 году жители Твери передали в дар жителям города-побратима деревянную часовню во имя благоверного князя Михаила, ставшую украшением церкви Воскресения Словущего.

## Внешнее и внутреннее убранство
Храм построен по образу церкви великомученика Георгия Победоносца на Поклонной горе в Москве. Престол один, освящен в честь праздника Обновления (освящения) храма Воскресения Христова в Иерусалиме (Воскресения словущего). Есть иконостас и много икон.

## Настоятели
- Иерей Михаил Тарнакин
- на 2022 год — протоиерей Димитрий Морозов[1]

## Адрес
Адрес: 356805, Ставропольский край, город Будённовск, проспект Космонавтов, 4. Телефон: (8 86559) 2-47-22.